# Copernicia shaferi
Copernicia shaferi är en enhjärtbladig växtart som beskrevs av Bror Eric Dahlgren och Sidney Frederick Glassman. Copernicia shaferi ingår i släktet Copernicia och familjen Arecaceae. Inga underarter finns listade i Catalogue of Life.